# پلی‌نزی

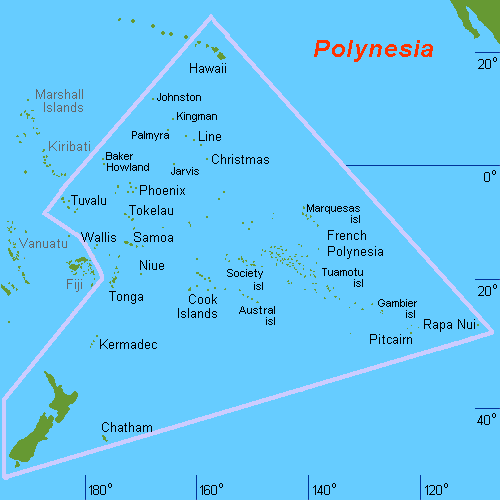
به جزایر داخل محدوده مثلث پلی‌نزی، پلی‌نزی گفته می‌شود.

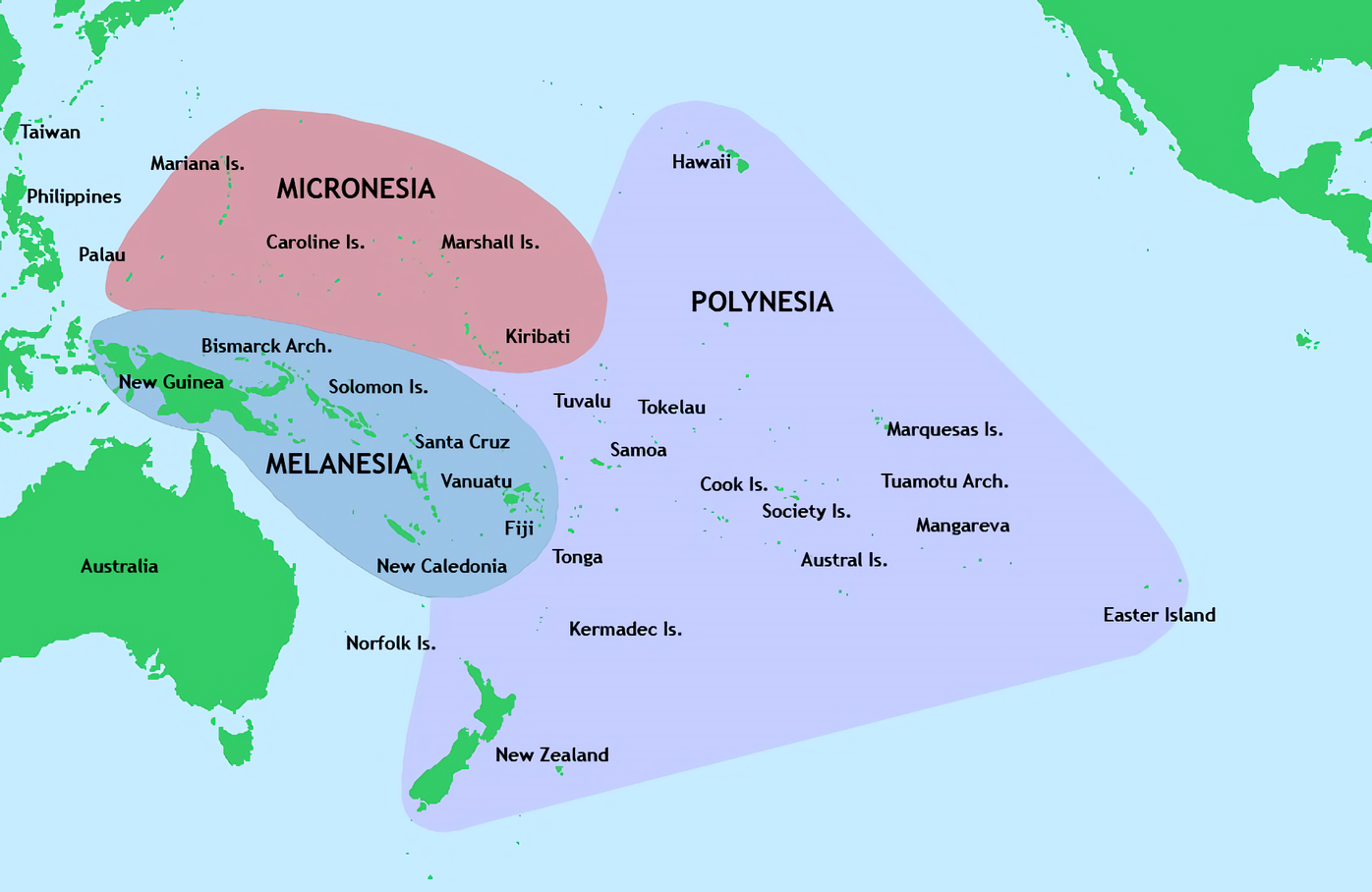
سه محدوده اصلی فرهنگی اقیانوس آرام: ملانزی، میکرونزی و پلی‌نزی.

پُلی‌نِزی نام گروهی از ۱۰۰۰ جزیره در اقیانوس آرام است. این جزایر بخشی از قاره اقیانوسیه به‌شمار می‌آیند.
جزایر پلی‌نزی در مثلث پلی‌نزی قرار گرفته‌اند که یک گوشه آن هاوایی، گوشه دیگر نیوزیلند و دیگری جزیره ایستر است. مهم‌ترین دسته‌جزایر پلی‌نزی فیجی، ساموآ، تونگا و پلی‌نزی فرانسه نام دارند. بزرگ‌ترین کشور پلی‌نزی نیوزلند است.
معروفترین جزیره‌های پلی‌نزی هاوایی و ساموآ هستند. از جزیره‌های میان استرالیا و آمریکا گروه غربی ملانزی (به معنی جزیره‌های سیاه) و گروه شرقی پلی‌نزی (به معنی جزیره‌های پرشمار) خوانده می‌شوند و میان آنها بسیاری جزیره‌های کوچک وجود دارند که با همدیگر میکرونزی (جزایر ریز) نام گرفته‌اند. امروزه گاه برخی از جزیره‌های پلی‌نزی را بخشی از ملانزی هم به‌شمار آورده‌اند.
پلی‌نزی از بیش از ۱۰۰۰ جزیره پراکنده در قسمت مرکزی و جنوبی اقیانوس آرام تشکیل شده‌است. بومیانی که در جزایر پلی‌نزی نشمین گزیده‌اند، پلی‌نزیایی نامیده می‌شوند و بسیاری از ویژگی‌های آن‌ها ازجمله خانواده زبانی، فرهنگ و باورهایشان مشترک است. از نظر تاریخی، پلی‌نزیایی‌ها سنتی ریشه‌دار و اصیل در زمینه قایقرانی و استفاده از ستارگان برای حرکت در شب داشته‌اند.
اصطلاح پلی‌نزی برای اولین بار در سال ۱۷۵۶ توسط نویسنده فرانسوی شارل دو بروس استفاده شد، و در ابتدا منظور از آن همه جزایر اقیانوس آرام بود. در سال ۱۸۳۱، ژول دومون دورویل با سخنرانی در انجمن جغرافیایی پاریس پیشنهاد محدودتر کردن تعریف این اصطلاح را داد.

#### نواحی اصلی
| کشور یا ناحیه  | یادداشت                                      |
| -------------- | -------------------------------------------- |
| ساموای آمریکا  | جزئی غیررسمی از ایالات متحده آمریکا          |
| جزایر کوک      | ایالتی خودمختار، به عنوان عضو همراه نیوزیلند |
| جزیره ایستر    | متعلق به شیلی                                |
| پلی‌نزی فرانسه  | از کشور فرادریایی فرانسه                     |
| هاوایی         | ایالت آمریکا                                 |
| نیوزیلند       | کشور مستقل                                   |
| نیووی          | ایالتی خودمختار، به عنوان عضو همراه نیوزیلند |
| جزیره نورفک    | از قلمروهای استرالیا                         |
| جزایر پیت‌کرن   | از سرزمین‌های فرادریایی بریتانیا              |
| ساموآ          | کشور مستقل                                   |
| توکلائو        | از مستملکات فرادریایی نیوزیلند               |
| تونگا          | کشور مستقل                                   |
| تووالو         | کشور مستقل                                   |
| والیس و فوتونا | جزو مجموعه فرادریایی فرانسه                  |
| روتوما         | وابسته به فیجی                               |

## زمین‌شناسی

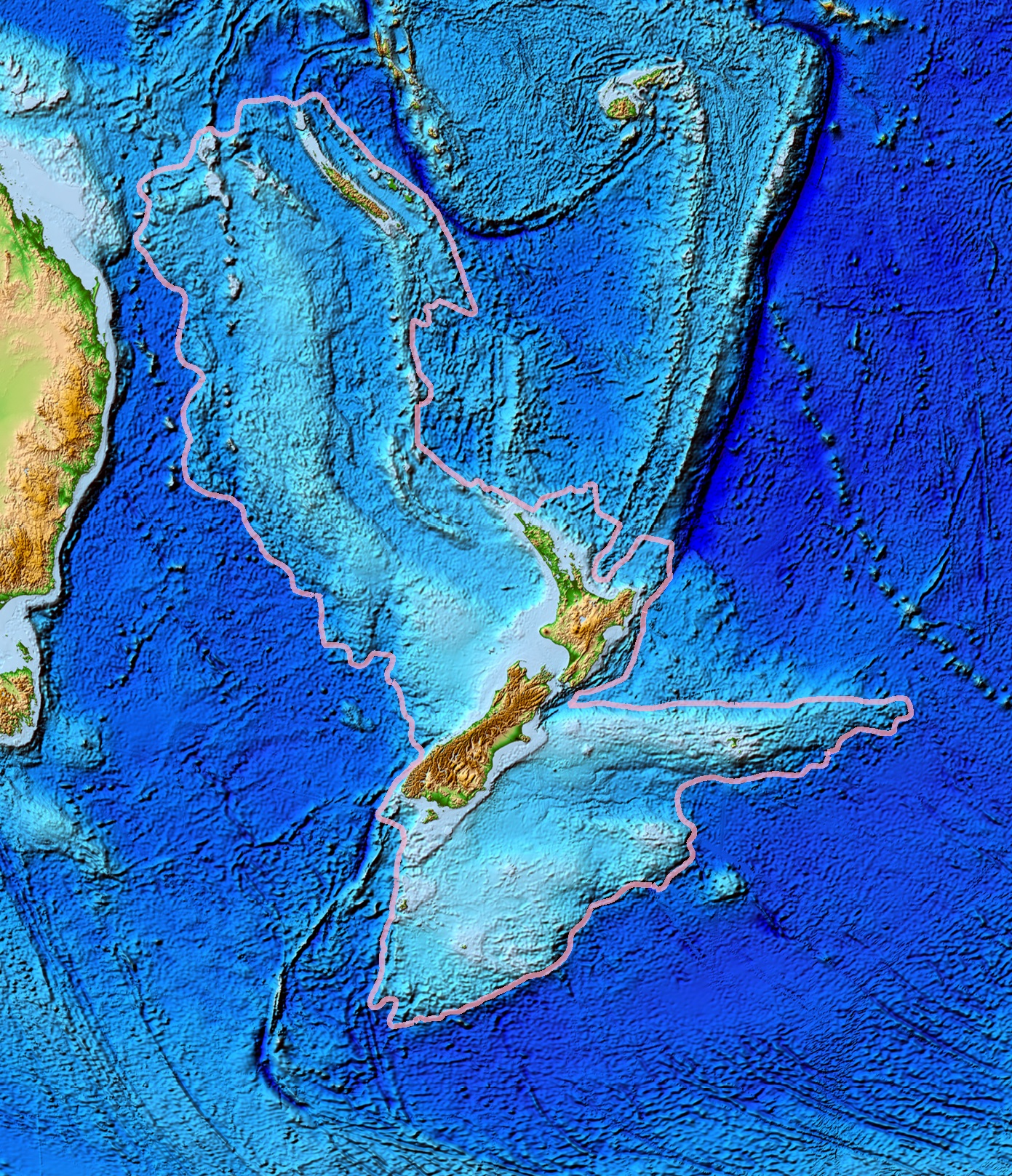
خط صورتی‌رنگ محدوده قاره عمدتاً غرق‌شده زیلاندیا را نشان می‌دهد.

ویژگی پلی‌نزی دارا بودن مساحت خشکی کمی است که در پهنه بسیار بزرگی از اقیانوس آرام جنوبی و میانی پراکنده‌اند. بیشتر جزایر و مجمع‌الجزایرهای پلی‌نزی، از جمله جزایر هاوایی و ساموآ، از جزایری هستند که در پی فوران‌های آتشفشانی ساخته شده‌اند.
از سوی دیگر، در زمان‌های باستان قاره‌ای در این اقیانوس وجود داشته به نام زیلندیا؛ و نیوزیلند امروزی به اضافه جزیره نورفک، اوویا و شماری از جزیره‌های دور پلی‌نزی در نزدیکی کالدونیای جدید تنها نقاط زیلندیای کهن هستند که همچنان سر از آب بیرون دارند.
باور بر این است که زیلاندیا عمدتاً از ۲۳ میلیون سال پیش غرق شده بود و در زمانی نه چندان دور به دلیل تغییر حرکات صفحه زمین‌ساختی اقیانوس آرام به نسبت صفحه هند-استرالیا بخشی از آن که کشور نیوزیلند در آن است دوباره از آب بیرون آمده‌است.
در آغاز، صفحه اقیانوس آرام به زیر صفحه استرالیا فرورانده شد. در این پیوند، گسل آلپی که به امتداد تمام جزیره جنوبی نیوزیلند ادامه یافته در حال حاضر یک گسل ترادیس است. فعالیت آتشفشانی مرتبط با این منطقه فرورانش منشأ مجمع‌الجزایر جزایر کرمادک و تونگا است.
از حدود ۳۰۰ هزار یا ۳۱۰ هزار کیلومتر مربع مساحت خشکی پلی‌نزی، بیش از ۲۷۰ هزار کیلومتر مربع آن در نیوزیلند قرار دارد. مجمع‌الجزایر هاوایی هم تقریباً نیمی از مساحت باقی‌مانده را شامل می‌شود. قاره زیلاندیا تقریباً ۳٬۶۰۰٬۰۰۰ کیلومتر مربع فلات قاره دارد. قدیمی‌ترین سنگ‌های این ناحیه در نیوزیلند یافت می‌شود که حدود ۵۱۰ میلیون سال قدمت دارد. قدیمی‌ترین سنگ‌های پلی‌نزی، بیرون از زیلاندیا در رشته‌کوه زیردریایی هاوایی-امپراتور یافت می‌شوند و دیرینگی آن‌ها ۸۰ میلیون سال است.

## ریشه ساکنان

مسیر گسترش و سکونت یافتن پلی‌نزی‌ها در اقیانوس آرام.

مردمان پلی‌نزیایی را از نظر زبان، باستان‌شناسی و ژنتیک انسانی زیرمجموعه‌ای از مهاجران دریایی از آسترونزیایی می‌دانند. ردیابی ریشه زبان‌های پلی‌نزی خاستگاه پیشاتاریخی آن‌ها را در ملانزی، ناحیه دریایی جنوب شرق آسیا و در نهایت، در تایوان قرار می‌دهد. بین حدود ۳۰۰۰ و ۱۰۰۰ پیش از میلاد زبان‌های آسترونزیایی از تایوان به سوی ناحیه دریایی جنوب شرق آسیا گسترش یافتند.
در سوابق باستان‌شناسی آثار مشخصی از این گسترش وجود دارد که از رهگذر آن می‌توان مسیری را که پیموده با میزانی از قطعیت بازسازی کرد. تصور می‌شود که تقریباً در سال ۱۴۰۰ پیش از میلاد مسیح، «مردمان لاپیتا»، که به نام سبک سفال‌گری خود نامیده شده‌اند، در مجمع‌الجزایر بیسمارک در شمال غربی ملانزی ظاهر شدند. این فرهنگ از زمان «خروج از تایوان» در طول زمان و مکان سازگاری‌های تازه‌ای تجربه کرده و تکامل یافته‌است. برای نمونه، آن‌ها پس از روبه‌رو شدن و بهره‌گیری از درخت نان در منطقه «سر پرنده» در گینه نو، از تولید برنج دست برداشتند.
تنها در طی سه یا چهار قرن، بین سال‌های ۱۳۰۰ و ۹۰۰ پیش از میلاد، فرهنگ باستانی لاپیتا از مجمع‌الجزایر بیسمارک ۶۰۰۰ کیلومتر به سمت شرق گسترش یافت، تا جایی که به فیجی، تونگا و ساموآ (که در ابتدا حدود ۳٬۰۰۰ سال پیش مسکونی شده بودند) رسید. به مرور بین فیجی در غرب و زبان و فرهنگ ویژه پلی‌نزی در تونگا و ساموآ در شرق یک شکاف فرهنگی پدیدار شد.

## فرهنگ‌ها
پلی‌نزی به دو گروه فرهنگی مجزا، پلی‌نزی شرقی و پلی‌نزی غربی تقسیم می‌شود. فرهنگ پلی‌نزی غربی مربوط به یک فرهنگ با جمعیت زیاد است. این فرهنگ دارای نهادهای جاافتاده مربوط به ازدواج و سنت‌های قضایی، پولی و تجاری توسعه‌یافته‌ای است. این شامل گروه تونگا، نیوئه، ساموآ، قسمت‌های شرقی فیجی، جزایر لائو است و تا آب‌سنگ‌های تووالو در شمال امتداد دارد.
باور بر این است که الگوی گسترش مهاجرت پلی‌نزیایی‌ها از جزایر ساموآ به سمت آب‌سنگ‌های تووالو بوده و تووالو تخته پرشی برای مهاجرت آن‌ها به نقاط دوردست‌تر پلی‌نزی‌نشین امروزی در ملانزی و میکرونزی فراهم کرده‌است.
فرهنگ‌های پلی‌نزی شرقی با جزایر کوچک و آب‌سنگ‌های مرجانی سازگاری دارند، به‌طور عمده با جزایر کوک، تاهیتی، توآموتوس، مارکز، هاوایی، جزیره ایستر و گروه‌های کوچکتر در اقیانوس آرام مرکزی. جزایر بزرگ نیوزیلند نخستین بار توسط پلی‌نزی‌های شرقی مسکونی شد که در آنجا فرهنگ خود را با محیطی غیرگرمسیری تطبیق دادند.
بر خلاف ملانزی، در پلی‌نزی رهبران قوم براساس خط ارثی خونی انتخاب می‌شدند. ساموآ اما نظام حکومتی دیگری داشت که آمیخته‌ای بود از عناصر وراثت و همچنین مهارت‌های واقعی افراد برای مدیریت. این سیستم فاآماتای نامیده می‌شود. ۳۵۰۰۰ پلی‌نزیایی که در زمان نخستین ورود اروپایی‌ها به منطقه در آنجا زندگی می‌کردند، بین افراد دارای رده بالا با دسترسی کامل به مواد غذایی و منابع دیگر و افراد فرودست با دسترسی محدود تقسیم می‌شدند.

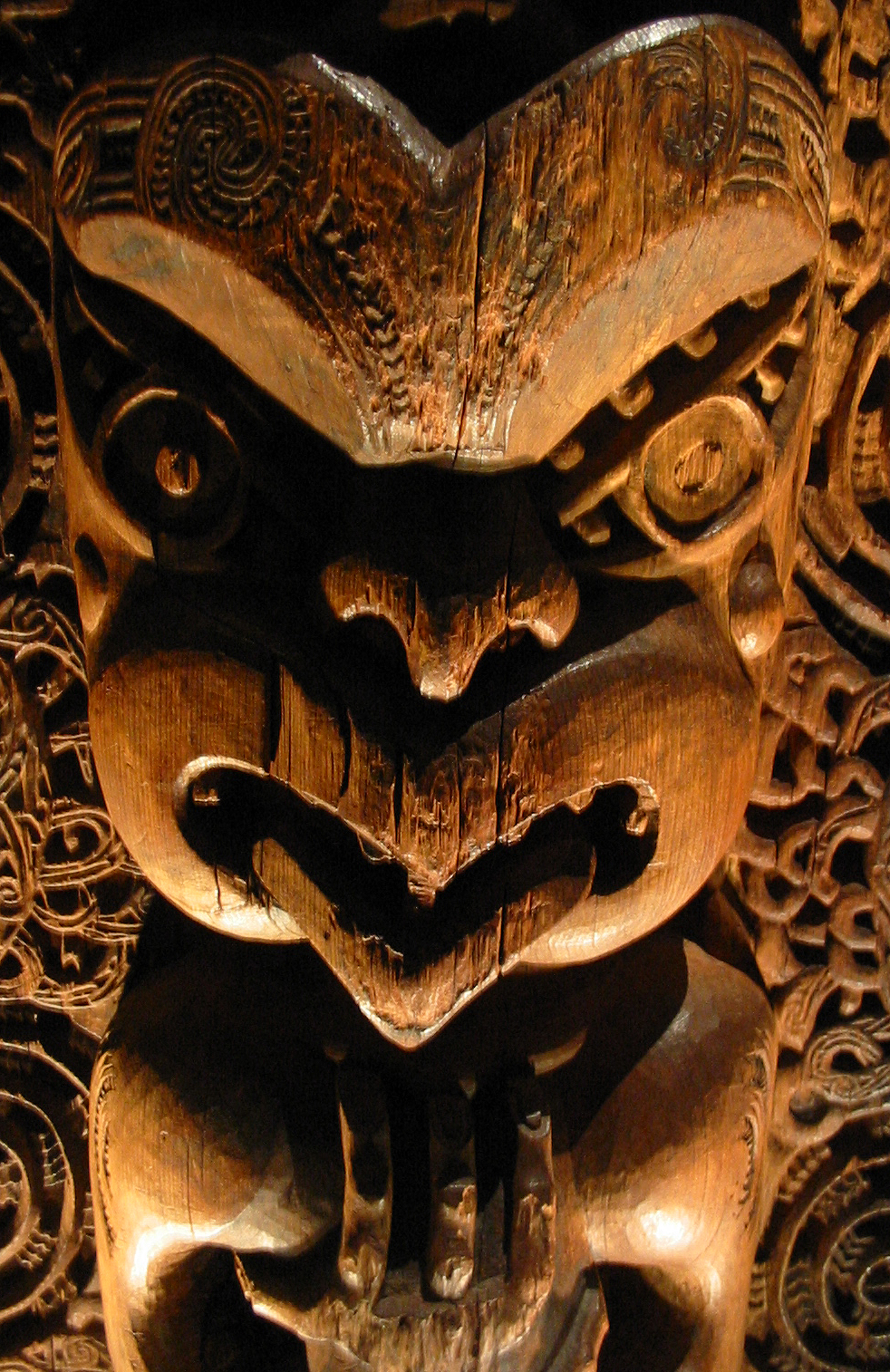
منبت‌کاری تیر اصلی یک خانه مائوری، حدود ۱۸۴۰ میلادی.

دین‌ورزی، کشاورزی، ماهی‌گیری، پیش‌بینی وضعیت آب و هوا، ساخت قایق بازویی و مهارت‌های ناوبری در میان پلی‌نزیایی‌ها مهارت‌های بسیار پیشرفته‌ای بودند زیرا جمعیت کل یک جزیره به آنها بستگی داشت. بازرگانی کالاهای اساسی و تجملی برای همه گروه‌ها مهم بود. خشکسالی‌های دوره‌ای و قحطی‌های پس از آن‌ها اغلب منجر به جنگ می‌شد. در بسیاری از جزایر کم‌ارتفاع در صورت وقوع توفان‌های گرمسیری باغچه‌ها و زمین‌ها آلوده به نمک می‌شد و مردم را دچار قحطی می‌کرد. در این موارد ماهی‌گیری، که منبع اصلی پروتئین است، باعث برطرف شدن سوءتغذیه نمی‌شد. قایق‌رانان ماهر در ناوبری به‌ویژه بسیار مورد احترام بودند و در هر جزیره یک «ناوبرخانه» و محدوده‌ای مشخص برای ساخت قایق داشت.
پلی‌نزیایی‌ها علاوه بر اینکه دریانوردان بزرگی بودند، هنرمندان و پیشه‌وران چیره‌دستی نیز بودند. اشیاء ساده، مانند قلاب ماهی‌گیری، با استانداردهای دقیق برای صیدهای مختلف ساخته می‌شد و حتی هنگامی که تزئین آن‌ها تأثیری بر کارکردشان نداشت، تزئین می‌شدند. باور بر این بود که سلاح‌های سنگی و چوبی هرچه خوش‌ساخت‌تر و ترئین‌شده‌تر باشند از قدرت بیشتری هم برخوردار هستند. در بعضی از گروه‌های جزیره‌ای بافندگی بخش مهمی از فرهنگ بود و هدیه دادن اقلام بافته‌شده سنتی جاافتاده بود. خانه‌ها نیز به خاطر مهارتی که در ساخت آن‌ها مشهود است برخوردار از سرشت و ویژگی والایی بودند. تزئین بدن و جواهرسازی در پلی‌نزی تا به امروز در سطحی جهانی آوازه دارد.
باورهای مذهبی پلی‌نزی‌ها در کل منطقه اقیانوس آرام متداول بود. در حالی که در زبان‌های گفتاری آنها اختلافاتی وجود دارد، اما آن‌ها عمدتاً برای ایجاد زمین و آسمان، برای خدایان حاکم بر جنبه‌های زندگی و اعمال دینی زندگی روزمره، توضیحات مشابهی دارند. مردم جزایر برای شرکت در جشن‌های مشترک پلی‌نزیایی‌ها هزاران کیلومتر سفر می‌کردند.
از آغاز دهه ۱۸۲۰ تعداد زیادی از مبلغین مسیحی در جزایر سرگرم فعالیت بودند و گروه‌های زیادی را به مسیحیت گرواندند. این منطقه به ندرت تبدیل به یکی از مسیحی‌ترین نواحی جهان شد.
یکی از خدایان قدرتمند جزایر اقیانوس آرام، «تانگاروآ» است که او را با نام‌های «تاآروا» و «تاگاروآ» هم می‌شناسند، در برخی مکان‌ها او را خدای دریا می‌دانند؛ اما در تاهیتی و دیگر جوامع جزیره‌ای از جمله «ساموآ» و «تونگا» و «تووالو» او را خالق کیهان و همهٔ ساکنانش در نظر می‌گیرند. برخی افراد بر این باورند که او پسر خدایان آغازین، «رنگی» و «پاپا» بود؛ اما انواع دیگری از اسطوره‌ها می‌گویند که او بعد از جدا کردن دو نیمهٔ صدف بزرگی از آن خارج شد و جهان را خلق کرد.
در اسطوره‌شناسی پلی‌نزی، مدت‌ها پیش از اینکه دنیا ساخته شود یا حتی پیش از اینکه خدایان دنیا را در دست بگیرند، چیزی جز تهیگی بی‌پایان وجود نداشت که صدف بزرگی در درون آن شناور بود و آن را «رومیا» می‌نامیدند. این صدف به‌شکل تخم بود
در همه‌جا تاریکی بود و چیزی دیده نمی‌شد. حتی آن صدف شناور تنها هم دیده نمی‌شد. اما درون صدف، چیزی تکان می‌خورد که تانگاروآی خالق بود. او پدر و مادری نداشت و هیچ خدای دیگری با او در صدف زندگی نمی‌کرد. او به خود حیات بخشید و پیش از اینکه به دنیا هستی بخشد، منتظر موقع مناسب بود.
بالاخره، تانگاروآ شروع به حرکت کرد و از درون صدف شروع به فشار آوردن کرد و تقلا کرد تا دیوارهای صدف به دو قسمت شکسته شد. تانگاروآ در هنگام بیرون آمدن، فریاد کشید «آیا کس دیگری اینجا هست؟» اما جوابی نیامد. بر اطراف او فقط تاریکی و سکوت حاکم بود. بعد از آن تانگاروآ دست‌به‌کار آفرینش شد.
در ابتدا، او یک نیمهٔ صدف شکسته را برداشت و بالا برد تا قوس بزرگ آسمان را بسازد. بعد نیمهٔ دیگر را پایین گذاشت تا زمین را بسازد. بعد به دور و بر نگاه کرد و چیز دیگری نیافت؛ اما بدن او باقی مانده بود که باید در کار آفرینش به‌کار می‌رفت. پس تانگاروآ، بدن خود را خاک روی زمین کرد.
این خدا از استخوان‌های مهرهٔ پشت خود برای ساخت رشته‌کوه‌ها استفاده کرد و از اندام‌های داخلی خود، ابرهای آسمان را ساخت. حتی تانگاروآ از ناخن‌های انگشتان دست و پای خود استفاده کرد تا برای بدن موجودات دریایی، صدف و پولک بسازد.
تانگاروآ دیگر خدایان را از درون خود به‌وجود آورد. آن‌ها پدیدار شدند و به‌ویژه یکی از آن‌ها که خدای صنعتگر «تو» بود، به تانگاروآ کمک کرد تا فرایند آفرینش را ادامه دهد. این دو با هم کار کردند تا درختان و حیواناتی را بسازند که در زمین ساکن شوند.
سپس آن‌ها اولین انسان‌ها را به نام‌های «تیل» و «هینا» آفریدند و تشویقشان کردند به هم نزدیک شوند و زاد و ولد کنند.
تانگاروآ دید که درست همان‌طور که خودش در آغاز در صدف بود، هر چیزی که او آفریده بود هم یک صدف دارد. آسمان صدفی بود که خورشید و ماه و ستارگان در آن جای می‌گرفت. زمین هم مانند صدف بزرگی بود که همهٔ صخره‌ها و رودخانه‌ها و دریاچه‌ها در آن قرار داشتند، گیاهان بر آن رشد می‌کردند و حیوانات روی آن راه می‌رفتند. حتی انسان‌ها هم صدف خود را داشتند. رحم زنان صدف‌هایی بودند که از آن‌ها تولد جدید صورت می‌گرفت.

## تماس با قاره آمریکا
سیب‌زمینی شیرین، که مائوری‌ها به آن کومارا می‌گویند در زبان کچوا، از زبان‌های بزرگ بومیان قاره آمریکا، کومار نام دارد و گیاهی است بومی قاره آمریکا. هنگامی که اروپائیان برای اولین بار به اقیانوس آرام رسیدند، مشاهده کردند که سیب زمینی شیرین در پلی‌نزی رواج دارد. تاریخ‌گذاری رادیو کربنی نشان می‌دهد که باقی‌مانده‌های این گیاه در جزایر کوک مربوط به سال ۱۰۰۰ میلادی است. باور بر این است که این گیاه حدود سال ۷۰۰ میلادی احتمالاً توسط پلی‌نزیایی‌هایی که به آمریکای جنوبی سفر کرده بودند به این منطقه آورده شده‌است. با این وجود شواهد ژنتیکی جدید نشان می‌دهد که سیب زمینی شیرین ممکن است دست‌کم ۱۰۰ هزار سال پیش، یعنی پیش از ورود پیش از رسیدن انسان به منطقه، از طریق سفر دانه‌ها به پلی‌نزی رسیده باشد.
شواهد مادی و فرهنگی احتمالی دیگری در مورد تماس پیشاکلمبی پلی‌نزیایی‌ها با قاره آمریکا با درجات مختلف باورپذیری وجود دارد. این شامل وجود مرغ، نارگیل و کدو قلیانی است. این سؤال که آیا پلی‌نزی‌ها به قاره آمریکا رسیده بودند و میزان تأثیرات فرهنگی و مادی ناشی از چنین تماسی، در میان انسان‌شناسان بسیار بحث‌برانگیز است.